# Équipe des îles Caïmans masculine de volley-ball
Cet article traite de l'équipe masculine. Pour l'équipe féminine, voir Équipe des îles Caïmans féminine de volley-ball.
L'équipe des îles Caïmans de volley-ball est composée des meilleurs joueurs caïmaniens sélectionnés par la Fédération Caïmanienne de Volleyball (Cayman Islands Volleyball Federation, CIVF). Elle est actuellement classée au 98e rang de la FIVB au 15 janvier 2010.

## Sélection actuelle
Sélection pour les qualifications aux Championnats du monde 2010.
Entraîneur :  Glen Daykin ; entraîneur-adjoint :  Cassim Hosein

## Palmarès et parcours

### Palmarès
Néant.